# Sarkarān
Sarkarān (persiska: سرکران) är en ort i Iran.   Den ligger i provinsen Kermanshah, i den nordvästra delen av landet, 500 km väster om huvudstaden Teheran. Sarkarān ligger 1 553 meter över havet och antalet invånare är 275.
Terrängen runt Sarkarān är kuperad åt sydväst, men åt nordost är den bergig. Sarkarān ligger nere i en dal. Runt Sarkarān är det ganska glesbefolkat, med 34 invånare per kvadratkilometer. Närmaste större samhälle är Pāveh, 4,1 km nordväst om Sarkarān. Trakten runt Sarkarān består i huvudsak av gräsmarker.